# Dragon Age: Origins
Dragon Age: Origins è un videogioco di ruolo sviluppato da Bioware e distribuito da Electronic Arts. Pubblicato il 3 novembre 2009 per PC, Xbox 360 e PlayStation 3, è diventato disponibile anche per macOS il 21 dicembre 2009 e costituisce il primo capitolo della saga Dragon Age.

## Trama
Il gioco è ambientato nel Ferelden, una delle nazioni del vasto mondo di Thedas, nel pieno dell'invasione di temibili e sanguinarie creature note come Prole Oscura. Benché dimorino nelle Vie Profonde, un complesso sistema di gallerie sotterranee create dai nani, una volta ogni 200 anni (400 in questo caso) raggiungono la superficie, distruggendo tutto ciò che incontrano sul loro cammino. Questo evento prende il nome di Flagello.
Le prime ore di gioco variano a seconda della razza e della origine scelta, caratteristiche che influenzano anche il modo in cui i personaggi si relazionano con il giocatore. Esistono sei diverse storie relative alle origini del protagonista; in ognuna di esse verrà infine scelto dal Custode Grigio Duncan come nuovo membro dell'Ordine e i due partiranno verso la fortezza di Ostagar, nel sud del Ferelden. Per diventare ufficialmente un Custode il personaggio deve recarsi nelle Selve Korcari, insieme al Custode Grigio Alistair e altri due aspiranti membri dell'Ordine. Obiettivo della missione è recuperare 3 fiale di sangue della Prole Oscura e i trattati dei Custodi Grigi. Giunti sul luogo il gruppo incontra Morrigan, una Strega delle Selve.
Questa afferma che i trattati dei Custodi Grigi, riguardanti l'alleanza fra i popoli contro la minaccia della Prole Oscura, sono posseduti da sua madre Flemeth. Morrigan conduce il gruppo in una capanna in mezzo alle Selve dove incontrano l'anziana signora, la quale consegna i trattati alle reclute. Tornati da Duncan, viene quindi effettuato il rituale dell'Unione, che consiste nel far bere a ciascuna delle reclute il sangue raccolto. Alla prova sopravvive solo il protagonista, e viene quindi ufficialmente riconosciuto come un Custode Grigio. Nel frattempo l'orda dei Prole Oscura arriva a Ostagar, perciò si tiene una grande battaglia tra l'esercito di mostri e i soldati del re, che viene persa da questi ultimi quando Teyrn Loghain, padre della regina e quindi suocero di re Cailan, fa ritirare la sua armata anziché intervenire in aiuto del re come precedentemente convenuto. La battaglia perciò si conclude con un massacro da parte dei più numerosi Prole Oscura, che uccidono il capo dell'Ordine Duncan, Re Cailan e la maggior parte dei soldati e Custodi Grigi. Il protagonista e Alistair riescono a salvarsi solo grazie all'intervento di Flemeth, che trasformatasi in un corvo gigante li trae in salvo.
Risvegliatisi, gli ultimi due Custodi Grigi decidono subito di partire in viaggio accompagnati da Morrigan per chiedere, sfruttando i trattati, quanto più aiuto possibile in tutto il Ferelden, sia per contrastare Loghain, che nel frattempo ha usurpato il trono del re, che per combattere il Flagello. Gli alleati da trovare con i trattati sono l'Arle Eamon di Redcliffe (zio del defunto Re Cailan), i maghi della Torre del Circolo, gli elfi dalish della Foresta di Brecilian e i nani della città sotterranea di Orzammar. Una volta ottenuto l'aiuto di tutte e quattro le fazioni verrà convocato dall'arle l'Incontro dei Popoli a Denerim, che unirà il Ferelden sotto il vessillo del Custode Grigio. Loghain morirà o verrà reclutato nel gruppo, a seconda della scelta del giocatore, e l'esercito radunato si preparerà per la battaglia finale contro la Prole Oscura e l'Arcidemone che li guida.

## Sviluppo
Durante l'edizione 2004 dell'E3, BioWare ha annunciato lo sviluppo di un nuovo gioco intitolato Dragon Age. Il 10 luglio 2008 il nome è stato cambiato in Dragon Age: Origins. La versione del gioco per PlayStation 3, inizialmente non prevista, è stata invece pubblicata insieme a quella per PC e Xbox 360.
Il titolo in questione è stato definito da Ray Muzyka come "il seguito spirituale di Baldur's Gate", gioco di ruolo realizzato da BioWare nel 1998; l'ambientazione, i combattimenti e lo sviluppo del personaggio, tuttavia, sono stati creati ex novo dagli stessi sviluppatori e non presentano alcun legame né con i Forgotten Realms né con il sistema di regole di Dungeons & Dragons (salvo qualche velato riferimento a frasi e individui).

## Personaggi
Il protagonista del gioco, dal nome a pura discrezione del giocatore e chiamato semplicemente Il custode, è circondato da numerosi personaggi, sia giocabili che di contorno. I compagni possibili da reclutare sono:
- Mabari - un cane da guerra dal nome personalizzabile
- Alistair - un custode grigio, primo compagno del party definitivo che si incontra nel corso della storia a parte il mabari, disponibile da subito per un custode umano nobile
- Morrigan - una maga eretica che abita nelle selve Korcari con la madre Flemeth, una strega leggendaria
- Leliana - una sorella della chiesa che nasconde un passato da ladra e assassina
- Sten - un qunari mandato in missione nel Ferelden, lontano dalle terre del suo popolo
- Wynne - un'anziana maga del Circolo
- Zevran - un elfo assassino proveniente da Antiva
- Oghren - nano ubriacone della casta dei guerrieri
- Shale - golem senziente disponibile solo con il DLC Il prigioniero di pietra

## Doppiaggio
Ogni dialogo e filmato del gioco è stato doppiato da numerosissimi attori statunitensi e inglesi, tra cui Tim Russ, Steve Valentine, Kate Mulgrew e Claudia Black. In particolare, le labbra dei personaggi si muovono come se stessero realmente pronunciando le parole grazie ad un algoritmo di automatico movimento delle labbra stesse.
In Italia la localizzazione, curata da Emanuele Scichilone (Synthesis International), ha interessato unicamente la parte testuale: i dialoghi sono infatti rimasti in inglese.

## Colonna sonora
Il gioco contiene 17 tracce musicali impiegate come musica di sottofondo nei filmati o nelle conversazioni. Le tracce sono state composte da Inon Zur ed eseguite dal gruppo orchestrale Northwest Sinfonia in collaborazione con la cantante Aubrey Ashburn. Il pezzo "I am the One" ha vinto il premio come "Miglior Canzone Originale" agli Hollywood Music in Media.

## DLC e contenuti scaricabili
L'acquisto dei cosiddetti "Bioware Points" sul sito ufficiale della software house Bioware consente di scaricare contenuti aggiuntivi (in inglese DLC, downloadable content) che ampliano l'esperienza di gioco della campagna ufficiale o che rendono disponibili avventure a sé stanti. Con l'abbonamento ad Origin Access, è ora possibile giocare gratuitamente sia il gioco base che tutti i DLC.
Per PS3 e Xbox 360, invece, è possibile acquistare i contenuti tramite carte prepagate.

### Armatura di sangue di drago
In tutte le copie di Dragon Age: Origins è presente un codice che aggiunge alla campagna ufficiale un'armatura di sangue di drago, completa di guanti, stivali ed elmo.

### Il prigioniero di pietra
Resa disponibile una nuova avventura e un personaggio giocabile, il golem Shale.

### Fortezza dei Custodi
Scaricando questo DLC il giocatore potrà viaggiare sino alla Fortezza dei Custodi, situata tra le montagne del Picco del Drago, e scoprire le cause dell'esilio dell'Ordine dal Ferelden. Diventano inoltre accessibili nuovi talenti, incantesimi e oggetti.

### Ritorno a Ostagar
Il 13 gennaio 2010 Bioware ha reso disponibile il download per Xbox 360 di Ritorno a Ostagar, ma a causa degli errori che affliggevano il DLC in questione, è stato ritirato pressoché subito dal commercio e pubblicato il 29 gennaio 2010 con le dovute correzioni. Scaricando questo contenuto aggiuntivo il giocatore ha modo di tornare a Ostagar, dove può entrare in possesso di una serie di oggetti tra cui l'armatura del defunto Re Cailan e le armi dello scomparso Duncan.

### Cronache della Prole Oscura
Avventura indipendente in cui è possibile scoprire quale piega avrebbe preso la Battaglia di Denerim se il personaggio principale non fosse sopravvissuto al rituale dell'Unione. Il giocatore è alla guida dell'esercito della Prole Oscura che assedia la capitale del Ferelden, difesa dalle forze radunate dal Custode Alistair. Originariamente previsto per il 5 maggio 2010, il DLC è stato invece pubblicato il 18 maggio 2010.

### Il canto di Leliana
Ne Il canto di Leliana, uscito il 6 luglio 2010, il giocatore si cala nei panni della giovane barda di Orlais per ripercorrere i drammatici eventi che l'hanno condotta nel Ferelden. Il DLC, interamente localizzato, consente inoltre di acquisire un potente oggetto che diventerà disponibile nella campagna ufficiale.

### I Golem di Amgarrak
Questo contenuto aggiuntivo, pubblicato il 10 agosto 2010, vede il protagonista intraprendere una spedizione nelle Vie Profonde per investigare sulla scomparsa di un gruppo di nani inviati a scoprire i segreti della creazione dei golem. Il completamento del DLC consente di sbloccare un oggetto acquisibile sia in Origins sia in Awakening; Bioware ha però precisato che, a causa del livello di difficoltà, la campagna in questione è consigliata a giocatori esperti.

### Caccia alle Streghe
Reso disponibile il 7 settembre 2010, Caccia alle Streghe offre al giocatore la possibilità di indagare sul presunto ritorno di Morrigan nel Ferelden. È possibile importare il proprio Custode dalla campagna ufficiale, dall'espansione e persino da "I Golem di Amgarrak". Lo sviluppatore canadese ha dichiarato che questo DLC, oltre ad essere l'ultimo contenuto aggiuntivo realizzato per Dragon Age: Origins, segna la conclusione della storia di Morrigan.

## Dragon Age: Origins - Awakening
Il 16 marzo 2010 è stata pubblicata l'espansione Dragon Age: Origins - Awakening, ambientata nella regione di Amaranthine e incentrata sugli eventi successivi alla sconfitta dell'Arcidemone. Il giocatore può importare il personaggio di cui ha vestito i panni nella campagna ufficiale o crearne uno nuovo; in entrambi i casi, ricevuta la nomina di Comandante dei Custodi, dovrà investigare sui motivi per cui la Prole Oscura non ha fatto ritorno nelle Vie Profonde a Flagello concluso.
Nel corso dell'avventura vengono introdotte nuove località del Ferelden e vari compagni da reclutare, alcuni dei quali ricompariranno nel successivo capitolo della saga, Dragon Age II.

## Seguiti
Il secondo capitolo della saga, Dragon Age II, è stato pubblicato l'8 marzo 2011 in Nord America e l'11 marzo 2011 in Europa.
Il terzo capitolo della saga, Dragon Age: Inquisition è stato pubblicato il 18 novembre 2014 in Nord America e il 21 novembre 2014 in Europa.
Il quarto e più recente capitolo della saga, Dragon Age: The Veilguard è stato pubblicato globalmente il 31 ottobre 2024.